# Fonni
'Fonni (sardinski: Onne) je grad i općina (comune) u pokrajini Nuoru u regiji Sardiniji, Italija. Nalazi se na nadmorskoj visini od 1000 metara i ima 3 944 stanovnika.
 Prostire se na 112,27 km². Gustoća naseljenosti je 35 st/km².
Susjedne općine su: Desulo, Gavoi, Lodine, Mamoiada, Orgosolo, Ovodda i Villagrande Strisaili.